# Roy Makaay
Rudolphus Antonius "Roy" Makaay (sinh ngày 9 tháng 3 năm 1975) là một HLV bóng đá người Hà Lan và là cựu cầu thủ bóng đá, từng chơi ở vị trí Tiền đạo. Anh được biết đến với khả năng ghi bàn nhờ vào "năng lực không chiến và đưa bóng nhanh vào lưới, nơi anh có thể đưa bóng đi bằng một trong hai chân".
Anh bắt đầu sự nghiệp của mình tại Vitesse Arnhem và Tenerife trước khi chuyển đến Deportivo de La Coruña vào năm 1999 và giúp đội bóng giành danh hiệu La Liga đầu tiên của họ trong mùa giải đầu tiên ở đó. Anh cũng đã giành được Copa del Rey vào năm 2002 và mùa giải tiếp theo đã được trao Chiếc giày vàng châu Âu với 29 bàn. Anh ấy vẫn là cầu thủ ghi bàn hàng đầu mọi thời đại của câu lạc bộ này. Sau đó, anh chuyển đến Bayern Munich với giá kỷ lục 18,75 triệu euro, khi anh có được biệt danh Das Phantom (bóng ma), vì khả năng ghi bàn của anh, cũng như Tor Maschine (cỗ máy ghi bàn), vì sự kiên định của anh với khả năng ghi bàn. Sau khi giành được hai cú đúp Bundesliga và DFB-Pokal liên tiếp tại Bayern, anh trở lại Hà Lan cùng Feyenoord vào năm 2007.
Là một cầu thủ thi đấu
quốc tế đầy đủ từ 1996 đến 2005, Makaay đã ghi 6 bàn thắng quốc tế trong 43 trận đấu mặc dù phải cạnh tranh cho một vị trí trong đội tuyển quốc gia. Anh thi đấu với đội tuyển Hà Lan tại hai Giải vô địch châu Âu UEFA và Thế vận hội 2008.

## Danh hiệu

### Câu lạc bộ
Deportivo La Coruña
- La Liga: 1999–2000
- Copa del Rey: 2001–02
- Supercopa de España: 2002

Bayern Munich
- Bundesliga: 2004–05, 2005–06
- DFB-Pokal: 2004–05, 2005–06
- DFB-Ligapokal: 2004

Feyenoord
- KNVB Cup: 2007–08